# 溪口路
溪口路是中華人民共和國上海市黃浦區一條南北走向道路，北起延安東路，南至金陵東路。道路全长146米，始建於中華民國11年（1922年），最初原名东永兴街、西永兴街。民国11年(1922年)筑，後來為紀念朱葆三於是更名朱葆三路。中華民国32年（1943年）更名溪口路，路名來自於浙江溪口。